# Sycee

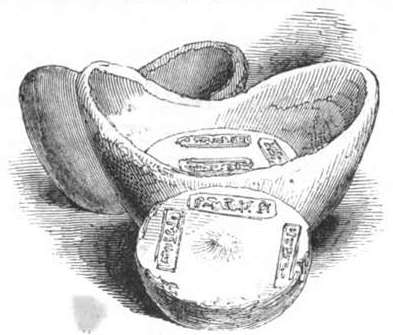
Sycee, vus par Illustrirte Zeitung (1843).

Le sycee est un lingot d'argent, utilisé en Chine impériale pour les paiements en liquide des taxes et comme garantie de dépôts dans le cadre d'importants négoces, jusqu'au début du XXe siècle. Son poids s'exprime en taels.
Ce n'est en aucun cas une monnaie officielle, ni une devise.
Le nom est probablement la transcription phonétique de la prononciation cantonaise d'un mot qui signifie fine soie ( 細絲 / 细丝 ; pinyin : xìsī; Yale cantonais : saisì). En Chine du Nord, on utilisait le mot yuanbao ( 元寶 / 元宝 ; pinyin : yuánbǎo ), transcrit par les Européens[Par qui ?] en yamboo ou yambu.
Ces lingots n'étaient pas fabriqués ni normalisés par une autorité monétaire, et leur valeur était déterminée par leur poids en taels. Ils étaient fabriqués par des orfèvres pour un usage local ; leur poids et leur forme étaient variables, en général rectangulaires ou ovales, mais les formes traditionnelles de bateau et de fleur sont courantes. Il existait aussi des lingots d'or de mêmes caractéristiques. Aujourd'hui l'identification des fabricants et des lieux à l'aide des inscriptions qui y figurent est une branche de la numismatique.
Sur les premiers billets de banque chinois comme le jiaozi, furent imprimés dès le Xe siècle des représentations de sycee. 